# Elthusa frontalis
Elthusa frontalis är en kräftdjursart som först beskrevs av Richardson 1910.  Elthusa frontalis ingår i släktet Elthusa och familjen Cymothoidae. Inga underarter finns listade i Catalogue of Life.